# Batajnica
Batajnica, naselje u beogradskoj općini Zemunu. Prema popisu iz 2011. godine Batajnica je imala oko 48.600 stanovnika i 450 privrednih subjekata, uglavnom privatnih.
Nakon Kosovskog rata Batajnica se u medijima počela spominjati u vezi s masovnim grobnicama kosovskih Albanaca. Naime, tijela albanskih civila ubijenih u Meji i Suvoj Reci 1999. kamionima su u organizaciji MUP-a Srbije dopremana na teren Centra za obuku Specijalnih antiterorističkih jedinica “13. maj” i pokopana u masovne grobnice.
U naselju Batajnici postoje tri škole; jedna se nalazi u centru naselja (OŠ Pinki), druga škola nalazi se na batajničkoj cesti nedaleko od centra (OŠ "Branko Radičević"), a treća se također nalazi uz batajničku cestu, no sa suprotne, lijeve strane (OŠ "Svetislav Golubović Mitraljeta"). Škola Pinki dobila je ime po istoimenom ratnom heroju Bošku Palkovljeviću iz NOB-a, kao i OŠ "Svetislav Golubović Mitraljeta", dok je OŠ "Branko Radičević" imenovana po poznatom srpskom književniku.
Batajnica je poznata po najvećem vojnom aerodromu u Srbiji, koji je izgrađen za potrebe Jugoslavenskog ratnog zrakoplovstva.

## Poznati ljudi
- Jelena Čanković, poznata nogometašica ŽNK-a Barcelone, rođena u Batajnici
- Milica Rakić, srpska narodna heroina poginula tijekom bombardiranja Srbije
- Vojislav Šešelj, srpski četnički vojvoda i predsjednik Srpske radikalne stranke[2]

## Vanjske poveznice
- aeromiting na Vojnom aerodromu u Batajnici